# Сезона пољубаца (ТВ филм)
„Сезона пољубаца” је југословенски ТВ филм из 1968. године. Режирао га је Славољуб Стефановић Раваси а сценарио је написао Мирослав Караулац.

## Улоге
| Глумац                | Улога |
| --------------------- | ----- |
| Ана Карић             |       |
| Зоран Радмиловић      |       |
| Данило Бата Стојковић |       |